# Chris Mhina
Christopher Augustino Eugene Fumbwe Mhina, mer känd som Chris Mhina, född 3 januari 1992, är en svensk R&B-sångare, skådespelare och rappare. Chris Mhina studerade vid musikergymnasiet Rytmus. Som skådespelare är han mest känd för rollen som Amir i filmen Rosa: The Movie och som Marco i filmen Förortsungar.

## Diskografi

### EP-skivor
- 2011 – Chapter 1. Paperwork

### Singlar
- 2011 – Wait A Minute

### Artistsamarbeten
- 2011 – Mitt beslut (från albumet Playlist av Stress)
- 2011 – You Can Have It All (från albumet Supposed To Happen av Lazee)
- 2013 – Plats i mitt hjärta (från albumet Ånger & Kamp Del. 2 av Kartellen)
- 2014 – Sthlm stad (Remix) (singel av Stress)
- 2014 – Veronica (från albumet Playlist 2 av Stress)
- 2014 – Är den jag är (från EP:n Lyxproblem av OIAM)
- 2015 – Dunderbara (singel av Muhammed Faal)